# 400-е годы
400-е (четырёхсо́тые) го́ды по юлианскому календарю — промежуток времени с 1 января 400 года по 31 декабря 409 года, включающий 400 год 10-го десятилетия IV века  и с 401 по 409 годы    1-го десятилетия V века 1-го тысячелетия.  Они закончились 1616 лет назад.

## Важнейшие события
- Начало V века — Основание королевства бургундов[1][2] в бассейне Рейна.
- Начало V века — Движение багаудов в Галлии.
- Начало V века — Движение донатистов в Африке.
- Начало V века — Создание державы эфталитов в Средней Азии.
- Начало V века — Жуань-жуани покоряют племена, живущие в районе Алтая и Саян. Создание обширной державы.
- Начало V века — Китайский паломник-буддист Фасянь на малайском корабле совершил путешествие от побережья Бенгалии до Шаньдуна, посетив Цейлон, Суматру и Яву.